# Hal (filme de 2013)
Hal (ハル, Haru) é um filme de animação japonês de 2013 produzido pelo estúdio Wit e dirigido por Ryōtarō Makihara. Foi lançado no Japão em 8 de junho de 2013 e uma adaptação para mangá será publicada na revista Bessatsu Margaret da editora Shueisha.

## Enredo
A história se passa em uma sociedade tecnologicamente avançada na qual os robôs podem ser programados para se comportar como um humano completo. Após um trágico acidente de avião, um robô, também conhecido como Q01, é enviado a uma pequena cidade japonesa para ajudar uma pessoa que acabou de perder um ente querido. Ao tentar curar o coração melancólico, o passado do casal é desenterrado.

## Produção
O filme original foi revelado na edição de janeiro de 2013 da revista Bessatsu Margaret da editora Shueisha. Ryōtarō Makihara dirigiu o filme, com Izumi Kizara escrevendo o roteiro e o mangaká Io Sakisaka criando os designs dos personagens originais. Hitomi Hasegawa, Hirotaka Katō e Atsuko Nozaki são os diretores de animação e Shōji Hata o diretor de som. O filme foi lançado no Japão em 8 de junho de 2013. Yōko Hikasa cantou a música tema "Owaranai Uta" (Unending Poem).
Em julho de 2013, a Funimation anunciou que havia adquirido os direitos da obra para um lançamento norte-americano.

## Recepção
Theron Martin do site de notícias Anime News Network atribuiu ao filme uma classificação B+. Em sua crítica, ele sentiu que o filme não foi longo o suficiente para entregar seu impacto emocional, mas deu crédito à sua pontuação suave e discreta, esforço artístico de qualidade e dublagem em inglês bem lançada, concluindo que "Se você está procurando por um sutil conto romântico e não se importe com um grande pedaço de truques, este deve se encaixar na conta."